# Joe Ryan (beisebolista)
Joseph Philip Ryan (São Francisco, 5 de junho de 1996) é um jogador de beisebol estadunidense, que joga na posição de arremessador (pitcher).

## Carreira
Ryan compôs o elenco da Seleção dos Estados Unidos de Beisebol nos Jogos Olímpicos de Verão de 2020 em Tóquio, onde conquistou a medalha de prata após confronto contra a equipe japonesa na final da competição.